# Moby Orli
Die Moby Orli ist ein Fährschiff der italienischen Reederei Moby Lines.

## Geschichte

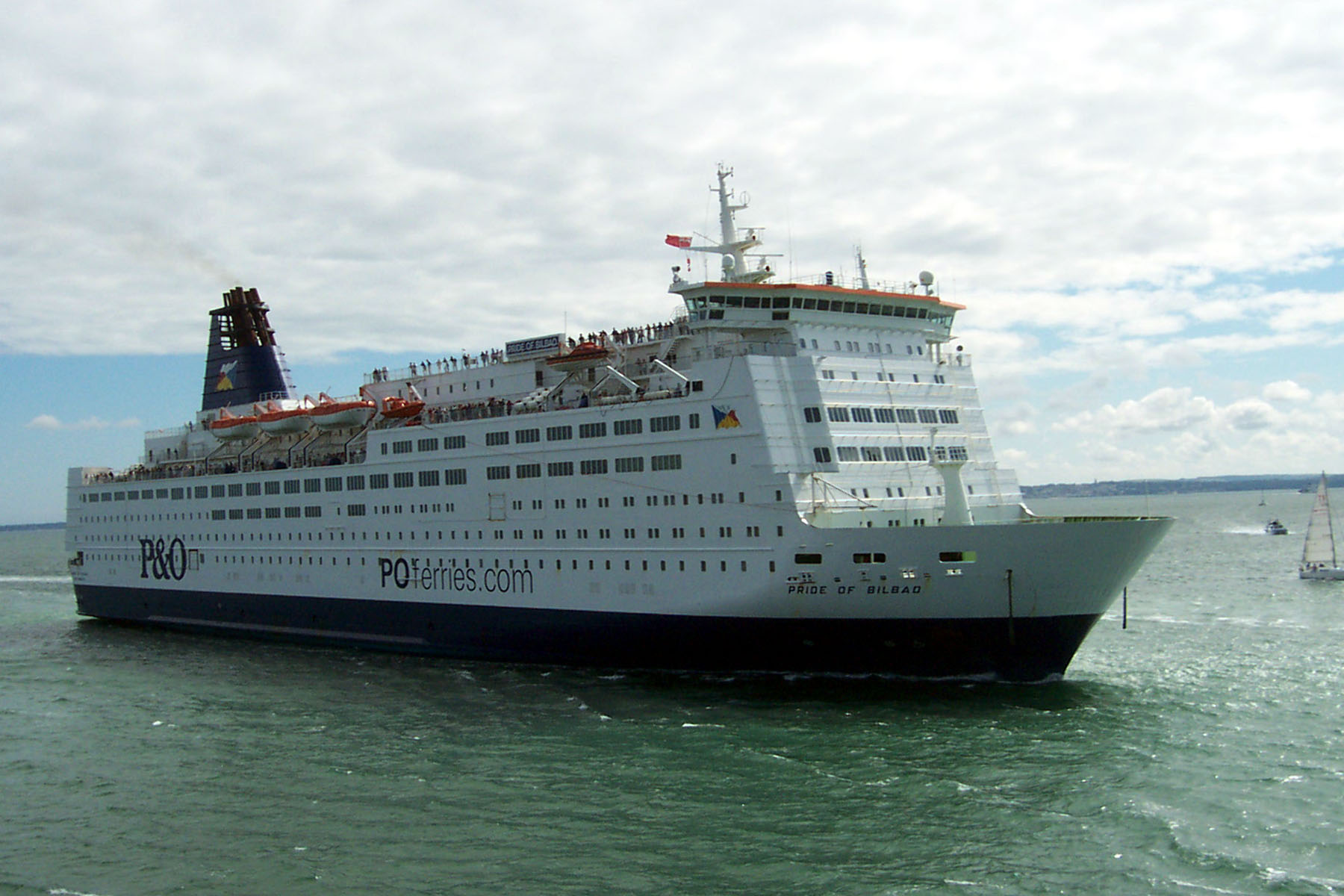
Pride of Bilbao

Das Schiff wurde 1986 von der Wärtsilä-Perno-Werft in Turku, Finnland, gebaut und an die damalige zur Viking Line gehörenden Rederi AB Slite ausgeliefert. Der Bau des Schiffes wurde am 10. September 1984 beauftragt, die Kiellegung fand am 1. April 1985 statt. Der Stapellauf erfolgte am 31. August 1985 und seit dem 29. April 1986 wurde die Fähre unter dem Namen Olympia als Schwesterschiff der Mariella auf der Strecke Helsinki – Stockholm eingesetzt. 1993 wurde sie an Irish Continental Group verkauft, an P&O European Ferries verchartert, in Pride of Bilbao und später noch kurz in Bilbao umbenannt und auf der Strecke Portsmouth – Bilbao betrieben, bis die Linie im September 2010 eingestellt wurde.
Im Januar 2011 wurde das Schiff in Litauen als Ersatz für die Princess Maria Ltd für den Einsatz der St. Peter Line auf der Strecke Sankt Petersburg – Stockholm – Tallinn – Sankt Petersburg umgebaut. Fortan trug das Schiff den Namen der russisch-deutschen Prinzessin Anastasia. Es kam unter der Flagge Maltas mit Heimathafen Valletta in Fahrt. Ab dem 12. September 2011 fuhr das Schiff wöchentlich gemäß Fahrplan Sankt Petersburg – Tallinn – Stockholm – Sankt Petersburg – Helsinki – Mariehamn – Stockholm – Tallinn – Sankt Petersburg. Der Besuch von Russland an Bord dieses Schiffes war für 72 Stunden visumsfrei. Reisende aus Russland oder Drittländern, die über ein Visum für die einmalige Einreise in den Schengenraum verfügten, konnten das Schiff in Finnland nur einmal verlassen.
2014 diente das Schiff als Hotelschiff während der Olympischen Winterspiele in Sotschi.
2016 stieg Moby Lines in die Reederei ein. Im Januar 2017 übernahm Moby Lines das Schiff und benannte es in SPL Princess Anastasia um. Es fuhr unter der Flagge Italiens mit Heimathafen Neapel. Es wurde ab April 2017 auf der Route St Petersburg – Helsinki – Tallinn – Stockholm – Helsinki – Petersburg eingesetzt.
Von Mai 2020 bis Juni 2022 diente das Schiff in Murmansk als Unterkunftsschiff. 2022 wechselte es als Moby Orli ins Mittelmeer und wird von Moby Lines auf der Strecke zwischen Genua und der auf Korsika gelegenen Stadt Bastia eingesetzt. In der Saison 2025 wird sie als Ersatz für die Moby Zaza und die Moby Vincent auf der Route von Livorno nach Bastia eingesetzt.

## Ausstattung
Das RoPax-Schiff hat eine Bar und WLAN an Bord. An Bord der Moby Orli gibt es Kabinen und keine Schlafsessel für Passagiere ohne Kabine. Zudem gibt es einen Spielebereich für Kinder und ein meist geschlossenes Sonnendeck. Außerdem gibt es zwei Restaurants und eine Lounge an Bord des Schiffes.

## Schnitt der Fähre
|  | Bemerkungen: автопалуба = Autodeckресторан = Restaurantкаюты = Kabinen |

## Zwischenfälle
Am 18. Mai 2012 wurde das Schiff in Stockholm nach einer Bombendrohung evakuiert. Eine Suche nach Sprengstoff verlief ergebnislos.
Am 6. November 2019 lief die SPL Princess Anastasia kurz nach dem Auslaufen in Stockholm vor Lidingö auf Grund. Ursache der Havarie war ein Blackout. Nach dem Auflaufen gegen 18:00 Uhr wurde der Havarist gegen 20:00 Uhr wieder freigeschleppt und zum Fährterminal im Freihafen Stockholms geschleppt. Personen kamen nicht zu Schaden. Am nächsten Tag kam das Schiff wieder zum Einsatz.

## Schwesterschiff
Die Moby Orli hat ein Schwesterschiff, die Mega Regina von Corsica Ferries.